# Loco por incordiar
Loco por incordiar es el título del primer álbum de Rosendo Mercado en su etapa en solitario, publicado en 1985 por el sello RCA Records.

## Antecedentes
Tras disolverse Leño, Rosendo tuvo que luchar para poder sacar un álbum bajo su propio nombre, ya que las discográficas le ofrecían sacar su próximo disco bajo el nombre de Leño. Finalmente, consiguió un acuerdo con RCA Records. La grabación del disco se realizó con poco tiempo. Rosendo tuvo que recurrir a músicos de estudio y tuvo que pedir a Ramoncín que pusiese letra a la canción Callejones, de la que solo tenía la melodía en ese momento.

## Listado de canciones
| Loco por incordiar |                      |                          |          |  |
| N.º                | Título               | Escritor(es)             | Duración |  |
| 1.                 | «Agradecido»         | Rosendo Mercado          | 4:35     |  |
| 2.                 | «Corazón»            | Rosendo Mercado          | 3:37     |  |
| 3.                 | «... ¡Y dale!»       | Rosendo Mercado          | 4:37     |  |
| 4.                 | «Callejones»         | Rosendo Mercado/Ramoncín | 4:56     |  |
| 5.                 | «Loco por incordiar» | Rosendo Mercado          | 3:34     |  |
| 6.                 | «Me gusta así»       |                          | 3:57     |  |
| 7.                 | «Pan de higo»        | Rosendo Mercado          | 3:04     |  |
| 8.                 | «Crucifixión»        | Rosendo Mercado          | 3:22     |  |
| 9.                 | «Buenas noches»      |                          | 2:21     |  |

## Músicos
- Rosendo Mercado: Guitarra y voz
- Sergio Castillo: Batería
- Tato Gómez: Bajo
- Andreas Schmidgen: Teclados
- Carlos Narea: Percusión y coros